# Alloschizidium racovitzai
Alloschizidium racovitzai är en kräftdjursart som beskrevs av Albert Vandel 1954. Alloschizidium racovitzai ingår i släktet Alloschizidium och familjen klotgråsuggor. Inga underarter finns listade i Catalogue of Life.